# سباق الزمن تحت 23 سنة في بطولة العالم لسباق الدراجات على الطريق 2021
سباق الزمن تحت 23 سنة في بطولة العالم لسباق الدراجات على الطريق 2021 (بالفرنسية: Contre-la-montre masculin des moins de 23 ans aux championnats du monde de cyclisme sur route 2021)‏ هو سباق دراجات هوائية، وهو الموسم رقم 25 من سباق الزمن للرجال تحت 23 في بطولة العالم لسباق الدراجات على الطريق، وأقيم في 20 سبتمبر 2021، وامتدّ لمسافة 30.3 كيلومتر، وهو أحد سباقات بطولة العالم لسباق الدراجات على الطريق 2021.
فاز فيه بالمركز الأول Johan Price-Pejtersen ‏، وبالمركز الثاني لوكاس بلاب، وبالمركز الثالث Florian Vermeersch ‏.

## الفرق
| فرق وطنية (43)- فريق الجزائر لسباق الدراجات للرجال تحت 23 سنة‏ - فريق الأرجنتين لسباق الدراجات للرجال تحت 23 سنة‏ - منتخب أستراليا الوطني لسباق الدراجات على الطريق للرجال تحت 23 سنة ‏ - منتخب بلجيكا الوطني لسباق الدراجات على الطريق للرجال تحت 23 سنة ‏ - فريق برمودا لسباق الدراجات للرجال تحت 23 سنة‏ - فريق بوركينا فاسو لسباق الدراجات للرجال تحت 23 سنة‏ - منتخب كنيديان الوطني لسباق الدراجات على الطريق للرجال تحت 23 سنة‏ - فريق تشيلي لسباق الدراجات للرجال تحت 23 سنة‏ - منتخب كولومبيا الوطني لسباق الدراجات على الطريق للرجال تحت 23 سنة‏ - فريق قبرص لسباق الدراجات للرجال تحت 23 سنة‏ - منتخب الدنمارك الوطني لسباق الدراجات على الطريق للرجال تحت 23 سنة ‏ - منتخب إرتريا الوطني لسباق الدراجات على الطريق للرجال تحت 23 سنة‏ - منتخب إستونيا الوطني لسباق الدراجات على الطريق للرجال تحت 23 سنة‏ - فريق إثيوبيا لسباق الدراجات للرجال تحت 23 سنة‏ - فريق فرنسا لركوب الدراجات للرجال تحت 23 سنة ‏ - منتخب هولندا الوطني لسباق الدراجات على الطريق للرجال تحت 23 سنة ‏ - منتخب جمهورية أيرلندا الوطني لسباق الدراجات على الطريق للرجال تحت 23 سنة‏ - منتخب إيطاليا الوطني لسباق الدراجات على الطريق للرجال تحت 23 سنة ‏ - منتخب كازاخستان الوطني لسباق الدراجات على الطريق للرجال تحت 23 سنة‏ - فريق كرواتيا لسباق الدراجات للرجال تحت 23 سنة‏ - فريق ليتوانيا لسباق الدراجات على الطريق للرجال تحت 23 سنة‏ - منتخب لوكسمبورغ الوطني لسباق الدراجات على الطريق للرجال تحت 23 سنة‏ - فريق المكسيك لسباق الدراجات للرجال تحت 23 سنة‏ - فريق نيوزيلندا لسباق الدراجات للرجال تحت 23 سنة‏ - النرويج تحت 23 سنة - منتخب النمسا الوطني لسباق الدراجات على الطريق للرجال تحت 23 سنة ‏ - فريق بنما لسباق الدراجات للرجال تحت 23 سنة‏ - منتخب بولندا الوطني لسباق الدراجات على الطريق للرجال تحت 23 سنة‏ - منتخب روسيا الوطني لسباق الدراجات على الطريق للرجال تحت 23 سنة ‏ - منتخب رواندا الوطني لسباق الدراجات على الطريق للرجال تحت 23 سنة‏ - منتخب سويسرا الوطني لسباق الدراجات على الطريق للرجال تحت 23 سنة ‏ - منتخب سلوفينيا الوطني لسباق الدراجات على الطريق للرجال تحت 23 سنة ‏ - منتخب إسبانيا الوطني لسباق الدراجات على الطريق للرجال تحت 23 سنة ‏ - منتخب المملكة المتحدة الوطني لسباق الدراجات على الطريق للرجال تحت 23 سنة ‏ - منتخب جنوب أفريقيا الوطني لسباق الدراجات على الطريق للرجال تحت 23 سنة‏ - فريق سوريا لسباق الدراجات للرجال تحت 23 سنة‏ - فريق تايلاند لسباق الدراجات للرجال تحت 23 سنة‏ - منتخب التشيك الوطني لسباق الدراجات على الطريق للرجال تحت 23 سنة‏ - منتخب ألمانيا الوطني لسباق الدراجات على الطريق للرجال تحت 23 سنة ‏ - منتخب أوكرانيا الوطني لسباق الدراجات على الطريق للرجال تحت 23 سنة ‏ - فريق المجر لسباق الدراجات على الطريق للرجال تحت 23 سنة‏ - منتخب الولايات المتحدة الوطني لسباق الدراجات على الطريق للرجال تحت 23 سنة ‏ - فريق أوزبكستان لسباق الدراجات للرجال تحت 23 سنة‏ |  |
| |  |

## التصنيف العام النهائي
| التصنيف العام         | التصنيف العام          | التصنيف العام    | التصنيف العام           | التصنيف العام |
| العداء                | العداء                 | البلد            | الفريق                  | الوقت         |
| --------------------- | ---------------------- | ---------------- | ----------------------- | ------------- |
| 1                     | Johan Price-Pejtersen ‏ | الدنمارك         | الدنمارك تحت 23         | 34 دقيقة 29 ث |
| 2                     | لوكاس بلاب             | أستراليا         | أستراليا تحت 23         | + 10 ث        |
| 3                     | Florian Vermeersch ‏    | بلجيكا           | بلجيكا تحت 23           | + 11 ث        |
| 4                     | Søren Wærenskjold ‏     | النرويج          | النرويج تحت 23          | + 13 ث        |
| 5                     | Mick van Dijke ‏        | هولندا           | هولندا تحت 23           | + 24 ث        |
| 6                     | Daan Hoole ‏            | هولندا           | هولندا تحت 23           | + 39 ث        |
| 7                     | Ethan Vernon ‏          | المملكة المتحدة  | المملكة المتحدة تحت 23  | + 43 ث        |
| 8                     | Michel Hessmann ‏       | ألمانيا          | ألمانيا تحت 23          | + 48 ث        |
| 9                     | فيليبو بارونسيني       | إيطاليا          | إيطاليا تحت 23          | + 57 ث        |
| 10                    | ماغنوس شيفيلد          | الولايات المتحدة | الولايات المتحدة تحت 23 | + 58 ث        |
| مصدر: ProCyclingStats |                        |                  |                         |               |

## وصلات خارجية
- لمحة عن سباق سباق الزمن تحت 23 سنة في بطولة العالم لسباق الدراجات على الطريق 2021 على موقع  ProCyclingStats   (برو  سايكلنج  ستاتس) - إحصاءات  محترفي  الدراجات.
- سباق الزمن تحت 23 سنة في بطولة العالم لسباق الدراجات على الطريق 2021 على موقع إحصائيات الدراجات الإحترافية (الإنجليزية)